# Uranothauma juba
Uranothauma juba är en fjärilsart som beskrevs av Butler. Uranothauma juba ingår i släktet Uranothauma och familjen juvelvingar. Inga underarter finns listade i Catalogue of Life.